# Un vestido y un amor
Un Vestido Y Un Amor é uma canção de Fito Páez, lançada com o álbum El amor después del amor, de 1992. Foi uma de suas mais bem-sucedidas canções.
A canção foi dedicada à Cecilia Roth, com quem ele futuramente casaria. 

## História da Canção
Fito Páez conheceu pessoalmente a atriz argentina Cecilia Roth em 1991. Cecília, que na época morava na Espanha, voltara à Argentina para recuperar-se das sequelas de uma hepatite. Fito Páez, sete anos mais novo, era considerado o menio prodígio do rock argentino. Estavam em Punta del Este, numa festa à fantasia, quando ele pediu a Cecília que lhe servisse uma taça de vinho. Cecília, na época, era uma mulher casada. Ou seja, já tinha "Um vestido e um amor". Assim surgia a canção.
Pouco tempo depois, Cecília tinha rompido seu compromisso, na mesma época que Fito. Ambos  estavam com o coração partido, e os corações se remendaram. Assim surgiu o "margaritas del mantel", como Fito declarara numa entrevista, 20 anos depois. 
Fito foi ao apartamento de Cecilia, acendeu um cigarro, se sentou ao piano do irão de cecília, que ficava encostado no apartamento, e mostrou a canção.. casaram-se em 1999.

### Análise da letra
A letra relata a admiração do eu lírico ao ver sua musa inspiradora, não sabendo se era um anjo ou um rubi...
As sensações que Fito relata ao ver sua musa, saindo para cumprimentar pessoas, fumando cigarros em Madri, refletem a luminosidade, como se aquela visão iluminasse o dia, a estrada, a vida da pessoa amada. 
Justamente quando ele não queria nem esperava ninguém, e viu sua musa, que tinha "um vestido e  um amor". 

## Regravações
A canção recebeu uma série de regravações. Dentre elas:
- Do próprio Fito, ela foi repaginada em 4 álbuns: Em Euforia, de 1996, ela foi regravada de forma acústica, e acompanhada de orquestra; em Mi vida con ellas (2004), uma versão ao vivo; em Moda y pueblo, de 2006, uma versão orquestrada; e em No sé si es Baires o Madrid, um dueto ao vivo com Gala Evora[6].

- Na Argentina, a canção foi regravada por Mercedes Sosa[7], Adriana Varela, Ana Belén[8], Andres Calamaro, dentre outros.

- No Brasil, ela foi regravada com enorme sucesso por Caetano Veloso em 1994, no álbum Fina estampa[9], com um arranjo mais lento marcado pelo violoncelo de Jacques Morelenbaum.[10]. Ela também foi regravada no Brasil por outros cantores, como Fagner[11] e Elba Ramalho[12], por exemplo.

- No álbum Homenaje a Fito Páez (vários artistas), de 2006, ela foi regravada na voz de Edgar Oceransky.

- Em 2004, a cantora Elba Ramalho cantou esta música no especial Um Barzinho, Um Violão - Ao Vivo 4.

- Em 2006, o cantor dominicano Víctor Víctor relê a canção em ritmo de Bachata em seu álbum "Bachata Entre Amigos". A versão conta com  a participação do próprio Fito Páez, nos vocais[13].

- Em 2012, a canção foi regravada por Florent Pagny[14].

## Trilha-Sonora
Em 2013, na voz de Caetano Veloso, a canção foi tema de "Ninho e Paloma" na trilha sonora da novela Amor à Vida